# Mary Watson Whitney
Mary Watson Whitney (Waltham (Massachusetts), 11 september 1847 – aldaar, 21 januari 1921) was een Amerikaans sterrenkundige. Tweeëntwintig jaar lang was ze hoofd van het Vassar College Observatorium waar onder haar leiding 102 wetenschappelijke artikelen werden gepubliceerd.

## Biografie
Whitney werd geboren in Waltham als dochter van Samuel Buttrick Whitney en Mary Watson Crehore. Haar vader was een succesvol zakenman in onroerend goed en rijk genoeg om zijn dochter van een goede opleiding te voorzien voor een vrouw in die tijd. Mary ging naar school in Waltham waar ze excelleerde in mathematica en studeerde in 1863 af aan de openbare high school aldaar. Ze werd voor een jaar privé onderwezen voordat ze in 1865 naar het Vassar College ging. Hier ontmoette ze de astronome Maria Mitchell wiens werk haar sterk beïnvloedde. Gedurende haar tijd op Vasser College overleed haar vader en verloor ze haar broer op zee. Ze verkreeg haar diploma in 1868.
In de jaren 1869 tot 1870 volgde ze enkele cursussen over quaternionen en hemelmechanica die gegeven werden door Benjamin Peirce te Harvard. In die tijd werden vrouwen nog niet toegelaten tot de Harvard-universiteit, zodat ze de lessen alleen als gast mocht volgen. In 1872 verkreeg ze haar mastergraad van Vassar College, daarna ging ze naar Zürich waar ze drie jaar lang (1873-1876) wiskunde en hemelmechanica studeerde.

## Carrière
Na haar terugkeer in de Verenigde Staten werd ze lerares aan de high school in haar geboorteplaats Waltham totdat ze in 1881 de assistente werd van Maria Mitchell in Vassar. In 1888, na de pensionering van Mitchell, werd Whitney hoogleraar astronomie aan Vassar en was ze directeur van het bijbehorende observatorium tot haar eigen pensionering in 1915 wegens gezondheidsproblemen.
Whitney bleek een populaire en krachtdadige lerares te zijn. Haar vastberadenheid om te bewijzen dat vrouwen in de wetenschap niet onderdoen voor mannen, leidde ertoe dat ze een ambitieus onderzoeksprogramma bij Vassar ontwikkelde. Dit onderzoek was met name gericht op dubbelsterren, veranderlijke sterren, asteroïden, kometen en metingen met fotografische platen. Dankzij deze opleiding konden haar studenten een professionele aanstelling verkrijgen bij observatoria in het gehele land.
- Gemeinsame Normdatei: 117334553
- International Standard Name Identifier: 0000 0003 6815 5992
- Library of Congress Control Number: no2019162598
- SNAC: w6br90d9
- Système universitaire de documentation: 077323718
- Virtual International Authority File: 17997089